# 六渡桥站
六渡桥站位于中华人民共和国湖北省武汉市江汉区，是武汉地铁6号线的地铁车站。

## 车站结构

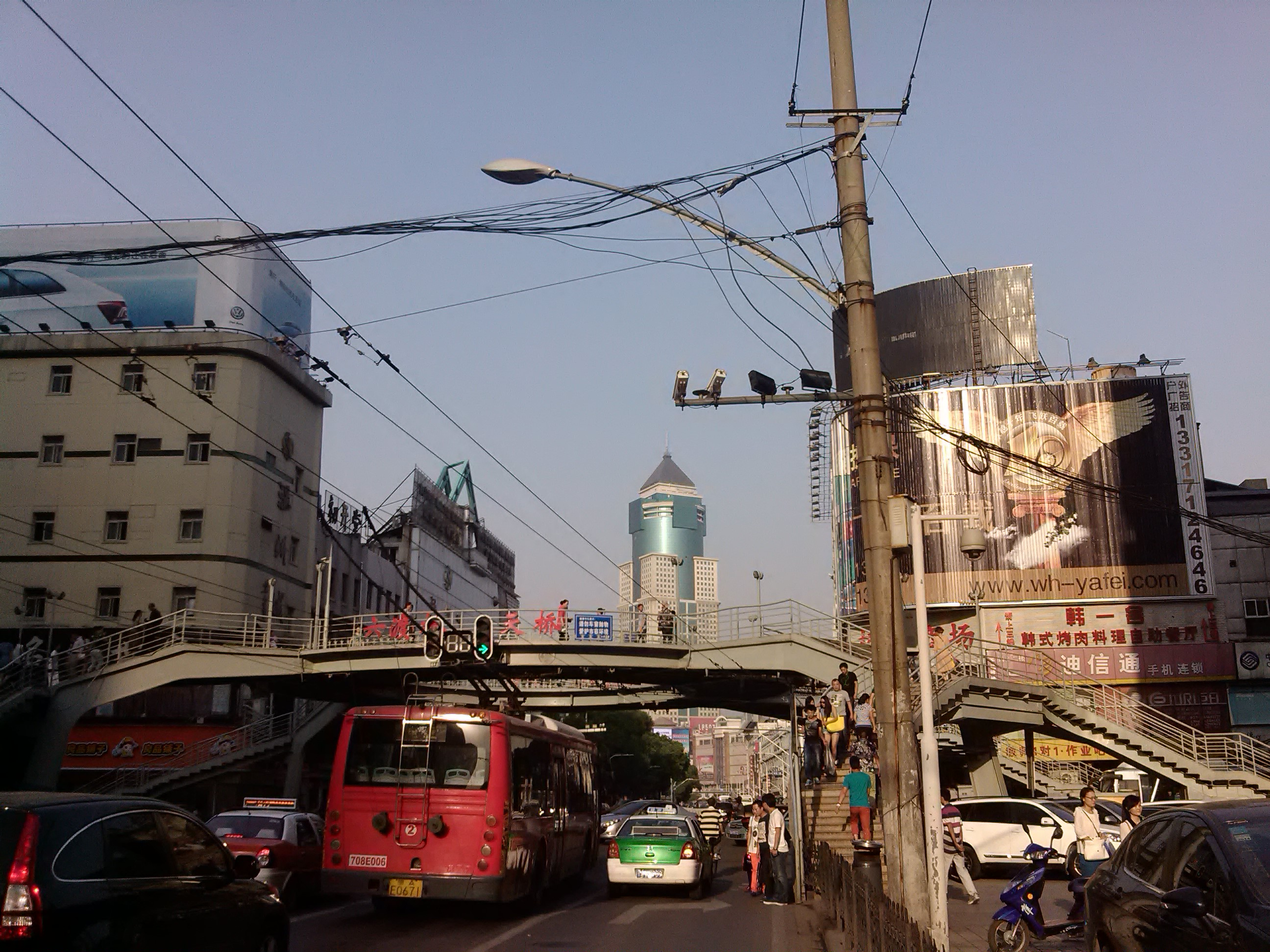
六渡桥人行天桥（2013年），现已被拆除。

车站位于中山大道与三民路--前进一路交汇处，沿中山大道布置。车站设有5个出入口，站内装饰主题为“六渡回想”。由于中山大道综合改造，并在沿线建设地铁6号线，处在施工红线范围以内的六渡桥人行天桥已被永久性拆除。

### 楼层分布

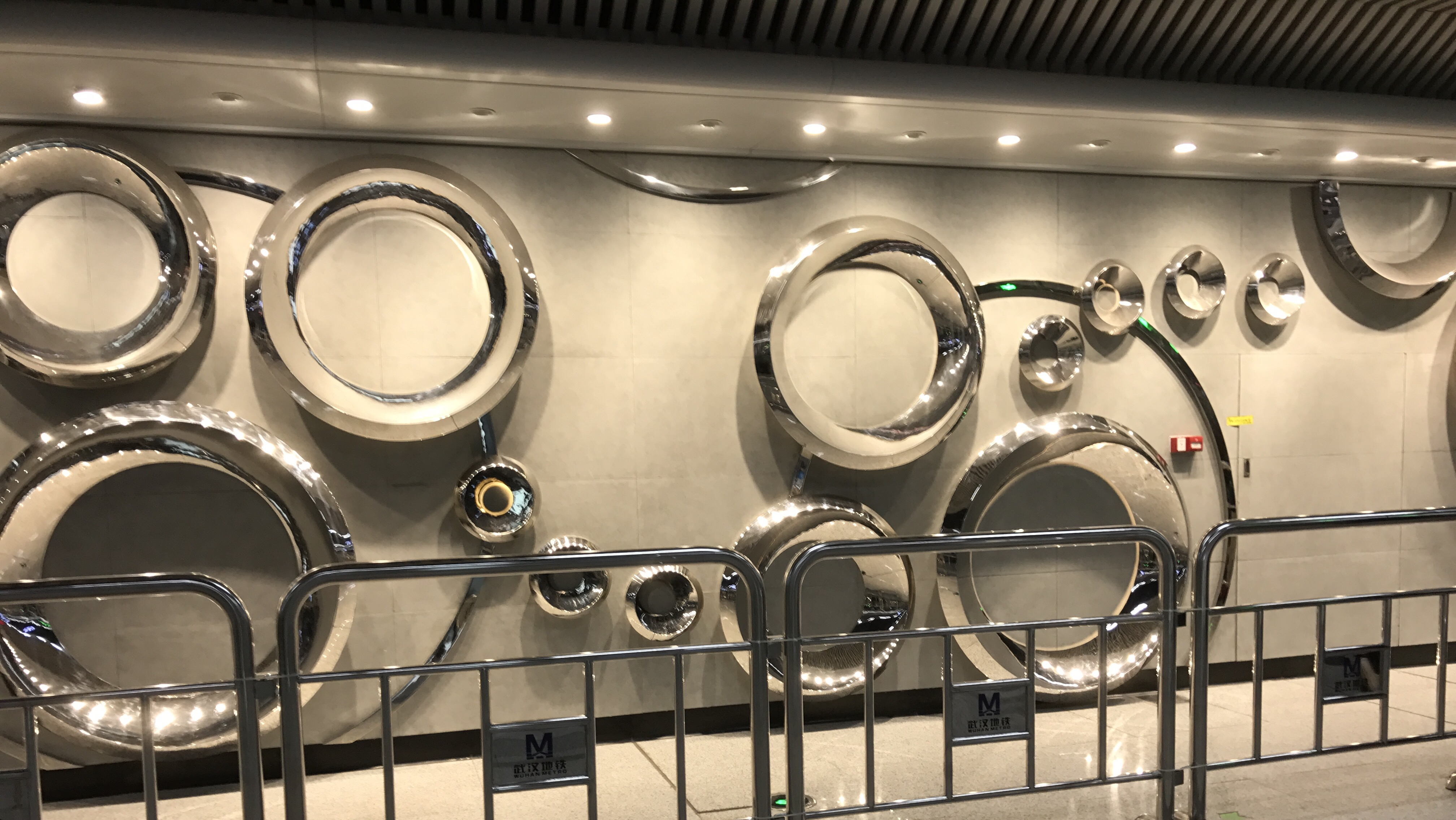
六渡桥站艺术墙

| 地面     | 地面               | 出入口                         |  |  |
| 地下一层 | 站厅               | 售票机、客服中心、武漢通充值   |  |  |
| 地下二层 |                    | █ 6号线 往新城十一路（江汉路） |  |  |
|          | 岛式站台，左侧开门 |                                |  |  |
|          |                    | █ 6号线 往东风公司（汉正街）   |  |  |

### 車站出口
|                                                 |      |      | |
| 出口編號                                        | 設施 | 照片 | 建議前往的目的地                                                                                        |
| A                                               |      |      | 中山大道 三民路、黃陂街小學（清芬路分校）、庫瑪品牌服飾交易中心、陽光大廈、德華樓、滿喜里小區           |
| B                                               |      |      | 中山大道 三民路、銅人像、武漢市第五十一中學、新民眾樂園、蔡林記、民權街積慶社區西區、人民小區、三民社區 |
| C₁                                              |      |      | 中山大道 前進一路、前進二路、前進二路小學、中國工商銀行、初開堂、濟生社區、前進街紹興社區               |
| C₂                                              |      |      | 中山大道 前進一路、同益社區、多聞社區東區                                                               |
| D                                               |      |      | 中山大道 民意一路、舞台社區、多聞社區、民意街天仁社區                                                   |
| 注： 設有升降機 \| 設有輪椅升降台 \| 設有洗手間 |      |      | |

## 运营信息
- 6号线首末班车时间

## 鄰近地點
新民众乐园、武汉国民政府旧址、孙中山先生之象（铜人像）等。

### 内部链接
- 武汉地铁车站列表